# Condado de Cherokee (Georgia)
El condado de Cherokee (en inglés: Cherokee County) es un condado en el estado estadounidense de Georgia. En el censo de 2000 el condado tenía una población de 215 084 habitantes. La sede de condado es Canton. El condado es parte del área metropolitana de Atlanta.

## Historia

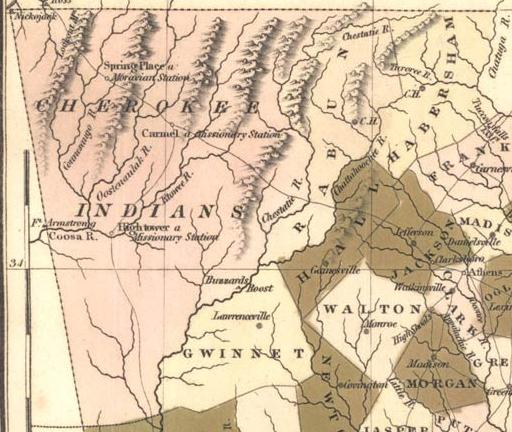
Mapa de las tierras cheroqui en Georgia (1822).

El condado fue creado el  26 de diciembre de 1831 y fue nombrado en honor a los indios cheroqui que vivían en el área. Originalmente, el condado abarcaba todo la tierra al noroeste de los ríos Chattahoochee y Chestatee, con la excepción del terreno ocupado por el Condado de Carroll.
El 3 de diciembre de 1832, la Asamblea General de Georgia formó los condados de Forsyth, Lumpkin, Union, Cobb, Gilmer, Murray, Cass (actualmente condado de Bartow) y Paulding a partir del condado de Cherokee. Los cheroqui fueron expulsados de su tierra por la fuerza, lo que llevó al Sendero de lágrimas.
Originalmente, la sede de condado se ubicó en Harnageville. En 1880, la ciudad fue renombrada Tate. Actualmente, la ciudad se encuentra en el condado de Pickens, el cual fue formado a partir de porciones de los condados de Cherokee y Gilmer.

## Geografía
Según la Oficina del Censo, el condado tiene un área total de 1124 km² (434 sq mi), de la cual 1097 km² (424 sq mi) es tierra y 27 km² (10 sq mi) (2,38%) es agua.

### Condados adyacentes
- Condado de Pickens (norte)
- Condado de Dawson (noreste)
- Condado de Forsyth (este)
- Condado de Fulton (sureste)
- Condado de Cobb (sur)
- Condado de Bartow (oeste)
- Condado de Gordon (noroeste)

## Autopistas importantes
- Interestatal 75
- Interestatal 575
- Ruta Estatal de Georgia 5
- Ruta Estatal de Georgia 20
- Ruta Estatal de Georgia 92
- Ruta Estatal de Georgia 108
- Ruta Estatal de Georgia 140
- Ruta Estatal de Georgia 369
- Ruta Estatal de Georgia 372

## Demografía
En el  censo de 2000, hubo 141 903 personas, 49 495 hogares y 39 200 familias residiendo en el condado. La densidad poblacional era de 335 personas por milla cuadrada (129/km²). En el 2000 había 51 937 unidades unifamiliares en una densidad de 123 por milla cuadrada (47/km²). La demografía del condado era de 92,41% blancos, 2,48% afroamericanos, 0,38% amerindios, 0,80% asiáticos, 0,03% isleños del Pacífico, 2,61% de otras razas y 1,29% de dos o más razas. 5,42% de la población era de origen hispano o latino de cualquier raza. 
La renta promedio para un hogar del condado era de $60 896 y el ingreso promedio para una familia era de $66 419. En 2000 los hombres tenían un ingreso medio de $44 374 versus $31 036 para las mujeres. La renta per cápita para el condado era de $24 871 y el 5,30% de la población estaba bajo el umbral de pobreza nacional.

## Ciudades y pueblos
- Ball Ground
- Canton
- Holly Springs
- Mountain Park
- Nelson
- Waleska
- Woodstock